# Ajbar
Ajbar (ukr. Айбар, ros. Войково, Wojkowo, do 2023 oficjalnie Wojkowe, ukr. Войкове, ze względu na rosyjską okupację zmiana nie weszła dotąd w życie) – wieś na Ukrainie, w Autonomicznej Republice Krymu (de iure stanowiącej integralną część państwa ukraińskiego, w 2014 anektowanej przez Rosję i odtąd funkcjonującej jako Republika Krymu), w rejonie perwomajskim. W 2021 liczyła 1724 mieszkańców.